# 고백당
고백당은 대한민국 충청북도 영동군 황간면에 있다. 1997년 7월 4일 영동군의 향토유적 제62호로 지정되었다.

## 개요
조선 중종때 이우인이 후진양성을 위해 건립한 사당이다.